# Sitionuevo
Sitionuevo là một khu tự quản thuộc tỉnh Magdalena, Colombia. Thủ phủ của khu tự quản Sitionuevo đóng tại Sitionuevo Khu tự quản Sitionuevo có diện tích 948 ki lô mét vuông. Đến thời điểm ngày 28 tháng 5 năm 2005, khu tự quản Sitionuevo có dân số 15941 người.